# Vilanculos (distrito)

Localização do distrito de Vilanculos em Moçambique

Vilanculos,[carece de fontes?] Vilanculo ou Vilankulo é um distrito de Moçambique situado na parte setentrional da província de Inhambane. A sua sede é a cidade de Vilanculos.
Tem limites geográficos, a norte  e oeste com o distrito de Inhassoro, a leste com o Oceano Índico e a sul e oeste com o distrito de Massinga.
O distrito de Vilanculos tem uma superfície de 5 867Km² e uma população de 135 710, de acordo com os resultados preliminares do Censo de 2007, tendo como resultado uma densidade populacional de 23,1 habitantes/Km². A população recenseada em 2007 representa um aumento de 20,0% em relação aos 113 045 habitantes registados no Censo de 1997.

## Divisão Administrativa
O distrito está dividido em dois postos administrativos: (Mapinhane e Vilanculos), compostos pelas seguintes localidades:
- Posto Administrativo de Mapinhane: 
  - Belane
  - Mapinhane
  - Muabsa
- Posto Administrativo de Vilanculos: 
  - Quewene
  - Vilanculos

## Economia
O turismo é uma das principais actividades económicas do distrito devido aos numerosos empreendimentos turísticos tanto na vila de Vilanculos como em duas ilhas do Arquipélago de Bazaruto que pertencem administrativamente ao distrito: Benguerra e Magaruque. Para tal, a vila está dotada de um aeroporto internacional.

## Ligação externa
Perfil do distrito de Vilanculos